# Billy-lès-Chanceaux
Billy-lès-Chanceaux é uma comuna francesa na região administrativa da Borgonha-Franco-Condado, no departamento de Côte-d'Or. Estende-se por uma área de 25,33 km². Em 2010 a comuna tinha 66 habitantes (densidade: 2,6 hab./km²).